# Іван Менді
Іван Менді (фр. Yvan Mendy; 21 травня 1985) — французький професійний боксер сенегальського походження, чемпіон Європи за версією EBU (2022) у легкій вазі.
Протягом своєї кар'єри він мав кілька регіональних титулів у легкій вазі, включаючи титул чемпіона Франції з 2013 по 2014 роки; титул Європейського Союзу в 2016 році; і срібний титул WBC у 2017 році

## Професійна кар'єра
У червні 2013 року, через рік після невдалої боротьби з українцем Віктором Постолом за титул WBC Intercontinental Silver у першій напівсередній вазі, Менді вперше виграв титул чемпіона Франції в легкій вазі, перемігши Марвіна Петі. Він чотири рази захищав цей титул, перш ніж спробувати стати чемпіоном Європи.
У квітні 2015 року Менді бився з Едісом Татлі (Фінляндія) за вакантний титул чемпіона Європи за версією EBU у легкій вазі та зазнав поразки одностайним рішенням суддів.
12 грудня 2015 року Менді здобув перемогу розділеним рішенням суддів над олімпійським чемпіоном Люком Кемпбеллом в андеркарті бою Ентоні Джошуа проти Ділліана Вайта.
30 квітня 2022 року завоював вакантний титул чемпіони Європи за версією EBU у легкій вазі, а 3 грудня 2022 втратив його, програвши українцю Денису Беринчику.
20 квітня 2024 року вийшов на бій за вакантний титул чемпіона Європи за версією EBU у легкій вазі проти Сема Ноукса (Велика Британія) та зазнав поразки одностайним рішенням.